# A Young Man's World
A Young Man's World, ou Kevin Clarke's A Young Man's World, é um filme adulto de 2000, escrito e dirigido por Kevin Clarke, produzido e fotografado por Russell Moore pela Delta Productions, distribuido pela Paladin Video, estrelando Joe Landon e Ashton Ryan. O filme de duas horas foi produzido em alta definição em 22 de julho de 2000.

## Elenco
Em ordem de aparição:
| - Joe Landon - Ashton Ryan - Court Logan - Zach Rhodes - Dave Parker - Jace Hughes - Justin Roxx - Antonio Madiera - Jonathan Prescott - Trent Sebastian - Adam Bristol | Não-sexual - Ron Aron - Kevin Clarke - Barry Knight - Russell Moore - Derrick Stanton |

## Roteiro
Cinco homens de meia idade - Ron Aron, Kevin Clarke, Barry Knight, Russell Moore, e Derrick Stanton em seus, respectivamente, papéis não-sexuais - comemoram o aniversário de 50 anos de Barry Knight em uma "casa espetacular", refletindo sobre o que eles fizeram quando tinham 18 (ou menos), e fantasiam cenas de todos quando jovens. 

### Cenas[1][4]
- Um: Court Logan e Trent Sebastian; Ron Aron, fantasiando
- Dois: Adam Bristol e Justin Roxx; papéis não-sexuais, fantasiando
- Três: Jonathan Prescott, Antonio Madiera, e Zach Rhodes; Russell Moore, fantasiando
- Quatro: Aston Ryan e Jace Hughes; Kevin Clarke e Barry Knight, fantasiando
- Cinco: Joe Landon, Dave Parker, e Adam Bristol; Kevin Clarke, fantasiando

## Recepção
O site TLA Video  avaliou este filmes com três estrelas e meia de cinco. Reeves escreveu a sinopse; Maxxwell escreveu o comentário. Keeneye Reeves do mesmo site chamou de "imperdível para os amantes de Young Lust". T.J. Maxxwell chamau este trabalho de  "um pornográfico que merece uma boa olhada" e, em seguida, escreveu: "Com uma coleção impressionante de homens jovens, ângulos de câmera estelares, e muita ação quente, A Young Man’s World  é a certeza da uma nova onda de filmes Chickenhawk" .
Giacomo Tramontagna da revista  The Guide  avaliou este filme com duas estrelas, descrito como "a justaposição de cinco pessoas de meia-idade com cinco rapazes em trajes de banho" e um "tributo problemático para as alegrias da juventude", constatou que os fictícios personagens de meia-idade são humilhantes para os homens de meia idade da  vida real, mas considerou este filme adequado tanto para "pirralhos cabeças de vento narcisistas que odeiam homens mais velhos ou jovens obcecados por homens mais velhos que odeiam a si mesmos". Ele encontrou as configurações de cenas de sexo "inconsistentes e, por vezes, desorientadoras", mas ele pegou as cenas entre Ashton Ryan e Jace Hughes como "o melhor das cinco seqüências eróticas" sendo "sinceras, espontâneas, alegres, [e] apaixonadas". 
Um revisor do site Ambush Mag  elogiou as performances, a trilha sonora, e as cenas de sexo e prometeu que "você vai amar o filme inteiro".  Bo Champion do ManNet.com elogiou as cenas de sexo como obrigatórias para o vídeo e escreveu: "enquanto que o enredo é interessante, a execução é por vezes muita bonita e, por vezes, confusa e, no final, um pouco desconcertante para alguns de nós que somos graciosamente considerados  Baby Boomers”.  Um revisor de "FriskyFans.org" avaliou este vídeo com quatro de cinco estrelas e escreveu: "A Young Man's World  realiza o desejo de quem deseja ver o melhor do melhor de homens jovens."

## Prêmios e indicações
- (Vencedor)  GayVN Awards de - Melhor Cena a Três: Adam Briston, Joe Landon, e Dave Parker[7]
- (Vencedor) Gay Erotic Video Awards de 2001 - Melhor Cena a Três: Adam Briston, Joe Landon, e Dave Parker[8]* (Nomeado)  Grabby Awards de 2001 - Melhor Cena de Sexo a Três: Adam Briston, Joe Landon, e Dave [9][10]

## Leituras
- "A Young Man's World." nymMEDIA, 2001. Web. 18 Feb. 2012<http://www.nymmedia.com/nymVideo/control/movie?id=36>.
- "Issue #21 - May 24, 2001 & Issue #22 - May 31, 2001." Gay Video Dad: Behind Closed Doors. Chicago: Gay Chicago Magazine, 2001. Internet Archive Wayback Machine. Web. 18 Feb. 2012<https://web.archive.org/web/20010603133358/http://www.grabbys.com/frameset.html>
- "Volume 19, Issue 7: March 30-April 12, 2001: Pre-Easter/Splash-NOLA." Ambush MAG 30 Mar. 2001. Web. 18 Feb. 2012 <https://web.archive.org/web/20141218133932/http://www.ambushmag.com/is701/>.